# Llista d'ecoregions de Moçambic
Aquesta és una Llista d'ecoregions de Moçambic, identificades pel Fons Mundial per la Natura (WWF).

## Ecoregions terrestres
per bioma

### Boscos tropicals i subtropicals de frondoses humits
- Selva mosaic costanera de Maputaland
- Selva mosaic costanera de Zanzíbar Sud-Inhambane

### Praderies, sabanes i matollars tropicals i subtropicals
- Sabana arbrada de miombo oriental
- Sabana arbrada de miombo meridional
- Boscos del Zambezi i de mopane

### Praderies i sabanes inundades
- Sabana costanera inundada del Zambeze
- Prada inundada del Zambeze

### Praderies i matollars de muntanya
- Mosaic de bosc i pastures muntanyenques de Zimbabwe Oriental
- Matollar de Maputaland-Pondoland
- Mosaic de bosc i pastures muntanyenques de Malawi Meridional
- Mosaic de bosc i pastures muntanyenques del Rift Meridional

### Manglar
- manglar d'Àfrica oriental
- manglar d'Àfrica austral

## Ecoregions d'aigua dolça
per bioregió

### Grans Llacs
- Llac Malawi (Malawi, Moçambic, Tanzània)

### Oriental i Costa
- Conques Costaneres Orientals (Moçambic, Tanzània)
- llacs Chilwa i Chiuta (Malawi, Moçambic)

### Zambezi
- Lowveld del Zambezi (Moçambic, Sud-àfrica, Swazilàndia, Zimbabwe)
- Zambezi
  - Mulanje (Malawi, Moçambic)
  - Eastern Zimbabwe Highlands (Moçambic, Zimbabwe)
  - Zambezian (Plateau) Highveld (Zimbabwe)
  - Middle Zambezi Luangwa (Moçambic, Zambia, Zimbabwe)
  - Lower Zambezi (Malawi, Moçambic)